# To-Day's Sounds
To-Day's Sounds è un album in studio composto e diretto da Piero Umiliani destinato al mercato delle sonorizzazioni e pubblicato nel giugno del 1973.
Alcune delle canzoni dell'album, come Open Space, furono utilizzate nelle colonne sonore composte da Umiliani.

## Tracce
Lato A
1. Open Space – 4:15
2. Green Valley – 3:02
3. Caratera panamericana – 2:58
4. Goodmorning Sun – 4:40
5. To-Day's Sound – 2:27
6. Free Dimension – 2:17

Durata totale: 19:39
Lato B
1. Truck Driver – 3:24
2. Blue Lagoon – 3:38
3. Wanderer – 3:52
4. Lady Magnolia – 3:22
5. Pretty – 3:08

Durata totale: 17:24
Lato C
1. Railroad – 4:14
2. Country Town – 3:29
3. Bus Stop – 2:44
4. Cotton Road – 3:44
5. Nocturne – 3:23

Durata totale: 17:34
Lato D
1. Exploration – 2:10
2. Tropical River – 4:21
3. Coast To Coast – 3:25
4. Safari Club – 5:07
5. Music On The Road – 4:24

Durata totale: 19:27

## Formazione
Orchestra
- Piero Umiliani – direzione d'orchestra, sintetizzatore moog, Fender Rhodes, marimba;
- Marcello Boschi – flauto;
- Mario Midana – trombone;
- Dino Piana – trombone;
- Biagio Marullo – trombone;
- Antonello Vannucchi – organo Hammond;
- Franco d'Andrea – pianoforte, clavicordo;
- Silvano Chimenti – chitarra;
- Sergio Coppotelli – chitarra;
- Maurizio Majorana – basso;
- Oscar Valdambrini – tromba;
- Alberto Corvini – tromba;
- Marino di Fulvio – tromba;
- Carlo Zoffoli – vibrafono, marimba;
- Sergio Carnini – organo Lowrey;
- Giovanni Tommaso – basso;
- Enzo Restuccia – percussioni;
- Gegè Munari – percussioni;
- Cico Ciro – percussioni.

Produzione
- Claudio Budassi – tecnico del suono;
- Francesco Melloni – recordista.